# Česká tisková kancelář
Česká tisková kancelář (zkratka ČTK, anglicky Czech News Agency) je česká zpravodajská agentura (dříve tisková agentura nebo tisková kancelář), jedna z národních zpravodajských agentur.

## Základní údaje

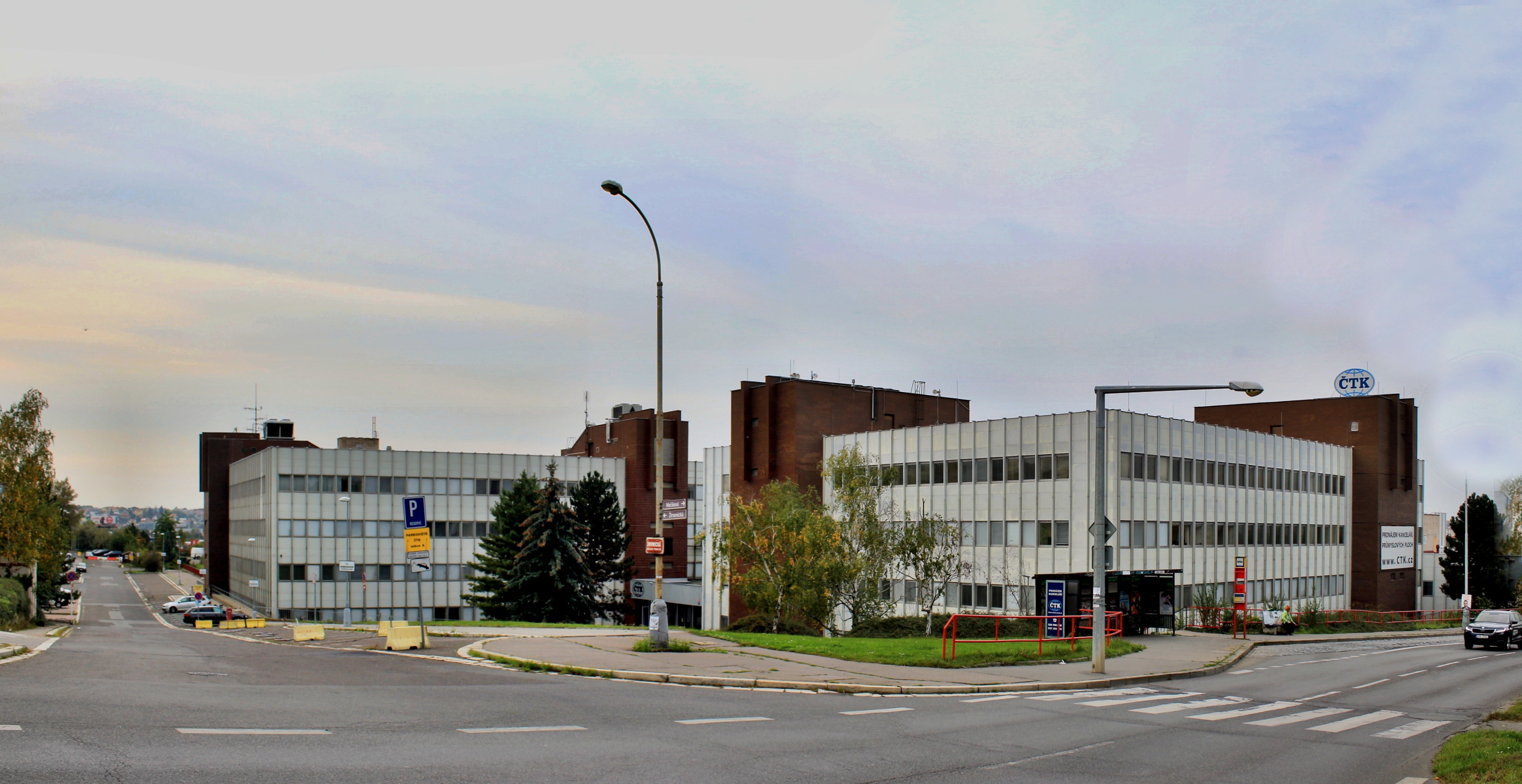
Budova ČTK v Praze 10-Záběhlicích – zde ovšem agentura nesídlí

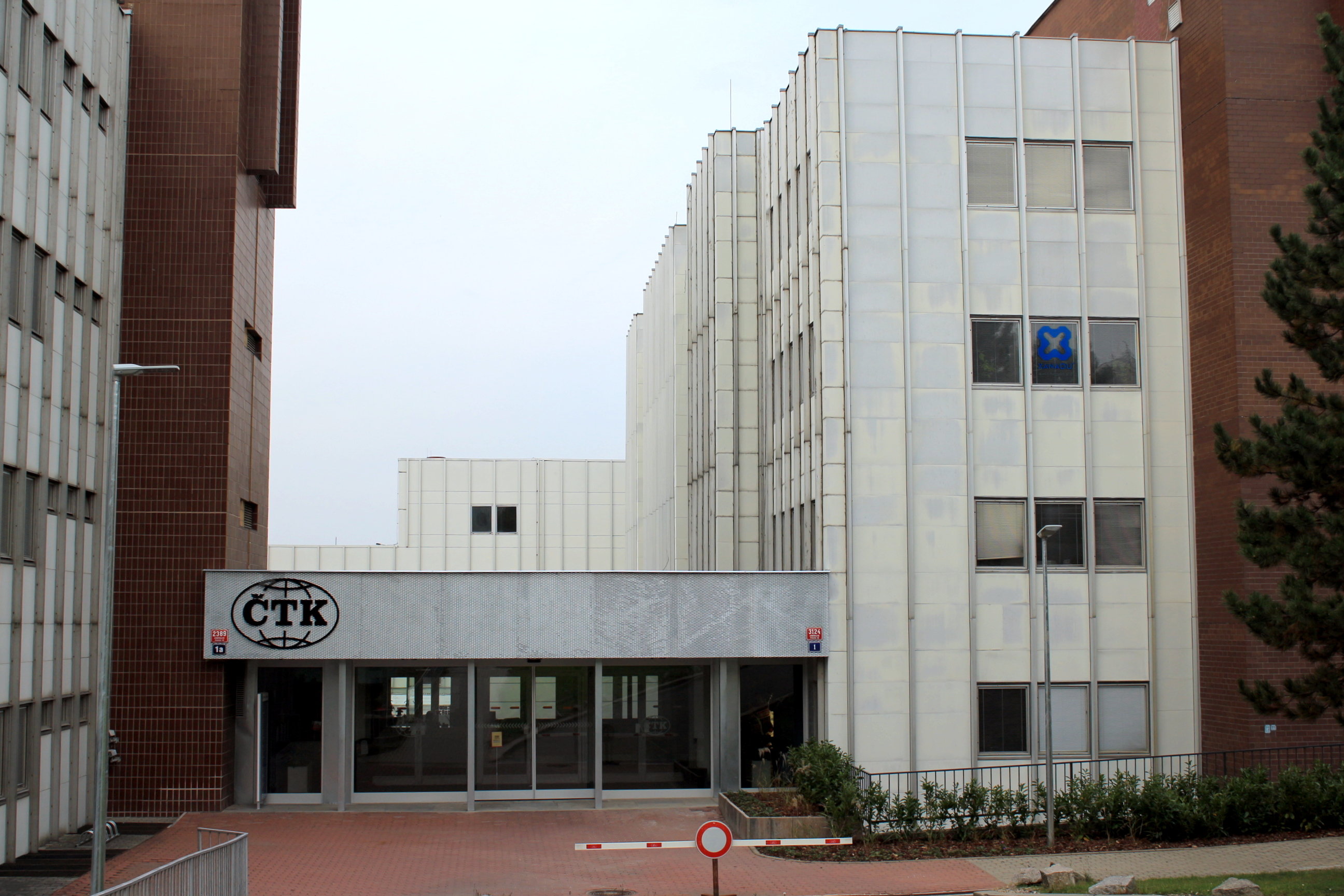
Vstup do budovy ČTK – zde ovšem agentura nesídlí

28. října 1918 byla založena Československá tisková kancelář, užívající zkratku ČTK, slangově přezdívaná Četka.
Dnešní ČTK byla založena v roce 1992 zákonem č. 517/1992 Sb., o České tiskové kanceláři, jako veřejnoprávní médium a zároveň jako následnická organizace Československé tiskové kanceláře. Od roku 1996 ČTK není dotována ze státních prostředků.
ČTK má vedle pražského ústředí 13 krajských poboček v České republice a zahraniční zpravodaje ve třech zemích (respektive ve dvou zemích a EU). Zpracovává také zprávy světových agentur jako Reuters, AFP, AP, TASS, DPA a spolupracuje i s řadou dalších agentur.
V roce 2021 měla podle výroční zprávy za tento rok 246 zaměstnanců, z toho 176 redakčních pracovníků (redaktorů, zpravodajů, fotoreportérů, kameramanů atd.). Podle téhož dokumentu dosáhla v roce 2021 zisku 4,2 miliónu Kč a provozního hospodářského výsledku téměř sedm miliónu korun.
Její multimediální produkce zahrnuje slovní zpravodajství v češtině a v angličtině, obrazové a zvukové zpravodajství, infografiku, videozpravodajství a další služby. ČTK denně poskytuje v průměru 700 textových zpráv, 400 fotografií, 35 zvukových záznamů a zhruba 200 videoreportáží měsíčně. Provozuje vlastní zpravodajský portál ČeskéNoviny.cz.

## Poslání ČTK a zpravodajství
Poslání agentury definuje zákon o ČTK ve svém druhém paragrafu takto: „Posláním tiskové kanceláře je poskytovat objektivní a všestranné informace pro svobodné vytváření názorů. Tisková kancelář poskytuje službu veřejnosti šířením slovního a obrazového zpravodajství z České republiky a ze zahraničí. Stejnou službu poskytuje tisková kancelář i do zahraničí.“
Zpravodajství agentury se řídí také Kodexem, který přijala zhruba v roce 1993, a obsáhlými vnitřními normami, které jsou průběžně aktualizovány.

## Financování a obchodní model
ČTK na rozdíl od ostatních dvou českých veřejnoprávních médii není financována státem, ani veřejností. Zákon o ČTK stanoví, že stát sice může agentuře poskytnout účelovou dotaci, ta ale nesmí být použita ke krytí ztráty z hospodaření (poslední dotaci od státu dostala agentura v roce 1995). Zákon dále stanoví, že ČTK hospodaří s vlastním majetkem a že stát neručí za její dluhy.
Obchodní model ČTK je obdobný jako u řady západoevropských agentur. Prodává licence ke svému zpravodajství, fotografiím a dalším informačním zdrojům a poskytuje další služby. Ty pokryjí náklady na provoz agentury. Největšími klienty jsou česká a slovenská média, následují státní a samosprávné orgány, firmy a jednotlivci, jak je podrobně popisováno ve výročních zprávách.
Výsledky agentura pravidelně předkládá prostřednictvím Rady ČTK Poslanecké sněmovně a obchodnímu rejstříku.

## Fotoarchiv ČTK a jeho digitalizace
Fotoarchiv ČTK je databáze fotografií, která vznikla od 20. let 20. století. Obsahuje snímky od doby vzniku Československa v roce 1918, ale i dodatečně získané starší snímky. Na počátku 21. století fotoarchiv čítal kolem sedmi milionů políček, z nichž zpracována, digitalizována a zařazena do digitální fotobanky byla v roce 2021 přibližně šestina, a to odborně selektovaných většinou klíčových snímků ze všech hlavních období dějin státu. Základem současného fondu je kmenový archiv fotooddělení ČTK, do kterého byly v období 1945–1948 převedeny fotoarchivy agentur Centropress, Čechopress a Pragopress. Reportáže mapují celou historii Československa, ČR a částečně i zahraničí.
ČTK se digitalizací archivních fotografií zabývá od poloviny 90. let minulého století, kdy začaly být digitální technologie dostatečně kvalitní, aby digitalizace měla smysl. Zhruba od poloviny 90. let rovněž pořizuje nové fotografie výlučně digitální technikou. „Otcem“ digitalizace fotografií ČTK a současného způsobu péče o archivní fondy je dlouholetý šéfredaktor obrazové redakce Dušan Veselý (šéfredaktor fota v letech 1990 až 2008) a bývalý ředitel ČTK Milan Stibral (ředitelem v letech 1993–2011).  
Podle výročních zpráv dostupných na webu agentury (www.ctk.cz) v letech 2009 až 2012 ČTK provedla hlavní část odborné probírky archivního fondu. Na projektu pracoval čtyřčlenný redakční tým a ČTK ze svého zisku prostřednictvím tzv. Fondu digitalizace do tohoto projektu investovala 8,3 miliónu korun. V roce 2010 byla dokončena probírka reportáží z první republiky, druhé republiky a období protektorátu. Intenzivní digitalizace archivů skončila na konci roku 2011. Poté přešla znovu ČTK na model „digitalizace na objednávku“, tedy při zájmu klientů. V roce 2012 pokračovala pomalejším tempem digitalizace archivních fondů především ze 70. a 80. let 20. století, která byla dosud v archivu zastoupena spíše namátkově. V srpnu 2013 dokončila ČTK první část poměrně velkého projektu skenování několika tisíc fotografií z negativů pro Ottovo nakladatelství a připravovanou dvoudílnou publikaci Protektorát v obrazech.
Koncem roku 2015 odstartoval projekt digitalizace popisových knih, kde jsou obsažené veškeré, jedinečné a úplné textové informace o každém jednotlivém políčku filmu uloženém ve fotoarchivu. V těchto knihách jsou strojově či ručně psané texty (popisy) k fotografiím, které redaktoři dopisovaly editorky digitalizace dopisují ke každé fotografii naskenované z negativu a vložené do databáze. Fotoarchiv negativů tak popisuje zhruba 400 knih, které byly digitalizovány do formátu pdf. Po dokončení této části projektu na něj ČTK v roce 2020 ve spolupráci s externí firmou navázala a pracuje na další fází, tedy na převodu těchto textových dat v digitální podobě do podoby databázové, čímž ČTK získá „digitální klíč“ ke všem svým fotografiím, tedy i těm, které zatím nejsou zdigitalizovány.  
Koncem milénia se ve volebním výboru poslanecké sněmovny uvažovalo o přidělení dotace na digitalizaci archivu ČTK ze státního rozpočtu. Ačkoli dotace na dokončení digitalizace byla v roce 2018 načtena jako pozměňovací návrh ke státnímu rozpočtu na rok 2019, sněmovna tento návrh neschválila. V březnu 2019 podepsala ČTK memorandum o spolupráci s Národní knihovnou a v říjnu byl zahájen společný projekt kompletní digitalizace fotoarchivu ČTK, který se do "ostré fáze" dostal v únoru 2020. Od konce roku 2019 na něj ve prospěch Národní knihovny uvolnilo prostředky ministerstvo kultury, a to nejprve čtyři miliony korun, v roce 2020 pak deset milionů korun.  
Proces digitalizace je velmi důležitý také s ohledem na postupnou degradaci použitých fotografických materiálů. Součástí projektu je proto také ošetření fotografických nosičů a jejich uložení ve speciálních obalech podle nejnovějších poznatků.

## Infobanka ČTK
Obsahuje zpravodajství ČTK v češtině a v angličtině, dokumentační databáze, fotografie, audia, jakož i další textové, obrazové i zvukové informace. V roce 2015 uvedla agentura novou verzi Infobanky přizpůsobenou moderním technologiím a designu. včetně přizpůsobení se obrazovce, například mobilního telefonu. Nová verze například ukazuje související zprávy, fotografie a zvuky. Klientům je dostupná na adrese http://ib.ctk.cz.

## Dokumentační databáze
Dokumentační databáze (například údaje o zemích světa, o Evropské unii, biografie významných lidí, databáze českého fotbalu) jsou součástí Infobanky ČTK. Jsou stejně jako ona přístupné na internetu za poplatek předplatitelům. V elektronické podobě začaly vznikat po roce 1993. Z doby před tím existují archivy papírové, případně mikrofišové (mikrofiche).

## Historie

### Před rokem 1918
Agenturní zpravodajství vzniklo v Českých zemích někdy počátkem 19. století spolu s rozvojem tiskového zpravodajství denního tisku. Zpočátku v němčině, s rozvíjejícím se češstvím na přelomu 19. a 20. století i v češtině.
Původní rakouská státní tisková agentura k.k. Telegraphen-Korrespondenz-Bureau (Korrbyro), první státní tisková agentura na světě, soustředila po Rakousko-uherském vyrovnání svou činnost v Předlitavsku. A tak zároveň s Rakouskem-Uherskem vznikla v Praze v roce 1867 první agenturní odbočka v Českých zemích.
Po Praze vznikaly v Českých zemích postupně i další agenturní odbočky – brněnská a ostravská (obě 1894), olomoucká, plzeňská a další. Zpravodajská korespondence probíhala v němčině. Česká redakce vznikla teprve v roce 1906 v pražské odbočce Korrbyra. Zkratka ČTK se objevila už na začátku první války, kdy ve Washingtonu představitelé českého exilu založili samostatnou zpravodajskou agenturu Českou tiskovovou kancelář. Stejně se jmenovala i národní agentura založená v roce 1916 v Londýně na podnět T. G. Masaryka.

### Za první republiky
Československá tisková kancelář vznikla 28. října 1918, spolu s Československou republikou. K jejím prvním českým agenturním novinářům patřili Karel Mečíř, Jan Hajšman, Cyril Dušek. Německé zpravodajství patřilo i nadále až do počátku nacistické okupace k jedněm z nejkvalitnějších. Tehdejší „fotografické oddělení“ se začalo rozvíjet od poloviny 20. let 20. století. Rozsáhlý fotoarchiv přežil ve válečném vinohradském „exilu“ bombardování hlavní budovy agentury. Za nacistické a komunistické totality byla podrobena cenzuře a obsah zpravodajství byl podřizován potřebám režimu.
Vydávala mimo jiné ve své době populární časopis 100+1 zahraniční zajímavost.

### Léta 1989 až 1999
Agentura nejprve pokračovala ve stejném právním rámci jako před rokem 1989. V roce 1992 byl přijat zákon nový, mimo jiné v souvislosti s dělením Československa. Tento zákon platí beze změny dodnes.

### Od roku 2000
U příležitosti svého stého výročí založení uspořádala ČTK v roce 2018 celoroční putovní výstavu Okamžiky století a 17. listopadu poprvé ve své historii také "den otevřených dveří". V roce 2018 také při volbách poprvé využila automaticky generované zprávy, což zopakovala v roce 2020 ve spolupráci s firmou Geneea Analytics.
V roce 2019 připravila ke 30. výročí sametové revoluce putovní výstavu Okamžiky sametové revoluce a podruhé otevřela své dveře veřejnosti. O rok později připravila další výstavu, nazvanou Nežádoucí okamžiky, která se zabývala manipulací ve fotografii. Pro rok 2021 připravila výstavu Olympijské okamžiky.
Od roku 2017 pořádá každoročně Letní školu ČTK, která byla v roce 2020 přesunuta do Uherského Hradiště jako doprovodný program tamní Letní filmové školy.
V roce 2021 koupila fotobanku Profimedia.cz. 
Agentura sama shrnuje svou historii na svých stránkách. O prvních stech letech agenturní žurnalistiky na českém území pojednává objemná monografie Jana Stejskala Zprávy z českého století.
V roce 2024 čelil zpravodajský web České noviny, který ČTK provozuje, hackerskému útoku. Na webových stránkách se dopoledne 23.4. objevily dvě falešné zprávy. Jedna z nich obsahovala informace o tom, že na zvoleného slovenského prezidenta Petra Pellegriniho měl být spáchán atentát, kterému zabránila Bezpečnostní informační služba. Ta se měla, tentokrát již ve skutečnosti, podle informací Deníku N případem hackerského útoku začít zabývat.

## Akvizice a dceřiné společnosti
V roce 2021 koupila ČTK fotobanku Profimedia.cz. Svůj záměr veřejně oznámila o rok dříve. Od 1. července 2021 je jejím jediným vlastníkem.
ČTK v 90. letech 20. století vlastnila podíl ve firmě Newton Information Technology (dnes Newton Media) a také v dnes již neexistující společnosti Čekia a.s. Obě ještě před koncem 20. století prodala. Rovněž v 90. letech 20. století založila internetovou dceřinou firmu Neris s.r.o., která v roce 1995 začala vydávat zpravodajský web České noviny a poskytovala zpravodajské služby dalším zpravodajským webům. Neris byla později integrována zpět do ČTK. Další bývalou dceřinou společností je ČTK Repro a.s., která byla rovněž začleněna do ČTK, ale agentura již tiskařské služby nenabízí.

## Kritika a ocenění
V roce 2004 získala redaktorka Radka Marková Novinářskou křepelku.
Český klub skeptiků Sisyfos udělil v roce 2006 ČTK zlatý Bludný balvan v kategorii družstev za „podporu propagace okultních nauk“.
V roce 2009 získal technický ředitel ČTK Jan Kodera cenu Evropské aliance EANA za svoji vůdčí roli při vývoji a zavedení nového Multimediálního redakčního systému agentury (MRS), který převzala a dále rozvíjí např. německá nezávislá tisková agentura dpa.
Bývalý zpravodaj ČTK v Itálii a Vatikánu Karel Weirich byl v roce 2015 posmrtně oceněn prezidentem republiky medailí Za zásluhy.
V dubnu 2018 upozornil online Deník Alarm na zprávu ČTK, která se snažila obhájit přesun ambasád v Izraeli do Jeruzaléma, jehož východní část je okupovaná a od roku 1980 protiprávně anektovaná Izraelem.
Sportovní redaktor ČTK Radek Smékal získal v roce 2020 cenu FIS Journalist Award, kterou mu udělila Mezinárodní lyžařská federace.
Dlouholetému sportovnímu redaktorovi a vedoucímu sportovní redakce Ladislavu Josefovi byla v roce 2021 udělena Cena Oty Pavla.
V souvislosti s mediálním pokrytím války Izraele s Hamásem se v prosinci 2023 dozorová Rada ČTK zabývala stížností bývalé ministryně a místopředsedkyně Rady ČTK Michaely Marksové, že agentura ČTK neoznačuje Hamás coby „teroristické“ hnutí, ale pouze jako „militantní“ nebo „radikální“ hnutí. V usnesení se Rada ČTK shodla, že stížnosti vyhoví a agentuře doporučila označovat Hamás za teroristické hnutí. Usnesení vyvolalo spor mezi ředitelem agentury Jaroslavem Kábelem a zejména členem Rady ČTK Danielem Kortem (TOP09). Kábele následně udělal kompromis a vydal pokyn, aby redaktoři používali pojem „teroristické hnutí“ stejně jako „militantní“ či „radikální“. V červnu 2024 předseda Rady ČTK David Soukup (ANO) potvrdil, že členové Rady ČTK mají k vedení agentury v této věci stále pochyby a že se věcí budou zabývat. Následně se Rada ČTK shodla na provedení analýzy zpravodajství ČTK během války Izraele s Hamásem.

### Fotografové
V roce 2011 vyhrál Czech Press Photo fotoreportér ČTK Michal Kamaryt v kategorii Sport. Vítězná fotografie se později dostala na známky finské pošty.
Fotoreportér ČTK Roman Vondrouš získal v roce 2012 za dostihy cenu Czech Press Photo 2012 a později také první cenu World Press Photo v kategorii sportovních akcí. Roman Vondrouš je již řadu let pravidelně oceňován v domácí soutěži Czech Press Photo. Na svém kontě má i čestné uznání v kategorii Aktualita.
Hlavní cenu v soutěži Czech Press Photo 2013 dostal fotoreportér České tiskové kanceláře (ČTK) Michal Kamaryt za snímek bývalého poslance a hejtmana Davida Ratha obžalovaného z korupce.
V Czech Press Photo 2014 fotografové ČTK opět bodovali: Roman Vondrouš – 1. a 3. místo v kategorii Sport a Michal Kamaryt – 3. místo v kategorii Umění a zábava. Roman Vondrouš si dále odnesl cenu Nikon Sport Awards za výjimečnou fotografii vypjaté sportovní akce. Úspěchy četkařů uzavřel Tomáš Binter s cenou Canon Junior Awards. ČTK také udělila v rámci soutěže Cenu ČTK, kterou získal Karel Cudlín.
Fotoreportér ČTK Roman Vondrouš získal první cenu v kategorii Každodenní život v soutěži Czech Press Photo 2015 za snímky Havana Cars. V mezinárodní soutěži Pictures of the Year získal Vondrouš 2. cenu v kategorii sport za fotografii "Horse race drama". Ve stejném roce slavil úspěch i David Taneček, který vyhrál v kategorii Nikon Sport Awards.
V soutěži Czech Press Photo v roce 2019 získali první cenu v kategorii dva fotoreportéři ČTK. Kateřina Šulová v kategorii Portrét za portrét operní pěvkyně Soni Červené a Roman Vondrouš v kategorii Lidé, o kterých se mluví, za sérii Premiér v Bílém domě. Bylo to 16. a 17. první místo pro fotoreportéry ČTK za 25 let této soutěže.
V soutěži Czech Press Photo v roce 2020 získal hlavní cenu fotoreportér Roman Vondrouš. V témže roce získal 1. místo ve fotografické soutěži Mezinárodní asociace sportovních novinářů (AIPS). O rok později byl oceněn v rámci soutěže Pictures of the year (POYi) rovněž první cenou, dále znovu cenou AIPS – 2. místo a 1. cenou v kategorii sport v rámci Istanbul Photo Awards. V roce 2023 získal Vondrouš několik cen v rámci soutěže o nejlepší sportovní fotografii roku 2022, kterou pořádá Klub sportovních novinářů. V témže roce byl Vondrouš vyhlášen Osobností české fotografie.
V roce 2021 získali některou z cen Czech Press Photo fotoreportéři Roman Vondrouš, Igor Zehl a Ondřej Deml, V roce 2022 v též soutěži byli oceněni Roman Vondrouš, Ondřej Deml a David Taneček
V roce 2023 získal Roman Vondrouš hlavní cenu, druhé místo v kategorii Kultura a třetí místo v kategorii Aktualita a Sport, Vít Šimánek pak třetí místo v kategorii Lidé,  kterých se mluví. V roce 2024 byl Ondřej Deml oceněn třetím místem v kategorii Lidé, o kterých se mluví a Roman Vondrouš prvním místem v kategorii Umění a kultura.

## Ředitelé ČTK
- Jan Hajšman v prvních měsících Československa (od listopadu 1918 do června 1919) zastával funkci "šéfa ČTK na Pražském hradě"[54][55]
- Emil Čermák (1920–1930)
- Richard Kalman ( –1929)[ujasnit]
- Ladislav Tvarůžek (1930–1939)
- Miloš Novotný (1939–1945)
- František Bauer (1945–1948)
- Václav Kořínek (1950–1952)
- Bedřich Vorel (1952–1955)
- Adolf Hradecký (1955–1959)
- Jaroslav Šmíd (1959–1961)
- František Kohout (1961–1962)
- Miroslav Sulek (1962–1969)
- Jindřich Suk (1968–1969)
- Otakar Svěrčina (1969–1989)
- Otto Čmolík (1989)
- Aleš Benda (1989–1990)
- Petr Uhl (1990–1992)
- Tomáš Kopřiva (1992–1993)
- Milan Stibral (1993–2011)
- Jiří Majstr (2011–2023)
- Jaroslav Kábele (od 2023)

## Osobnosti ČTK
- Emil Čermák (novinář) (1864–1949)
- Karel Mečíř (1876–1947)
- Dušan Porubský (1876–1924)
- Cyril Dušek (1881–1924)
- Václav König (1897–1944)
- Karel Weirich (1906–1981)
- Arnošt Bareš (1898–1974)
- Antonín Pešl (1891–1942)
- Zdeněk Schmoranz (1896–1942)
- Václav König (1897–1944)
- Bohumil Klein (1898–1939)
- Artuš Černík (1900–1953)
- Stanislav Budín (1903–1979)
- František R. Kraus (1905–1967)
- Jiří Hronek (1905–1987)
- Valtr Taub (1907–1982)
- Jiří Rublič (1910–1969)
- Emil Bican (1916–1991)
- Bedřich Utitz (1920–2017)
- Milan Weiner (1924–1969)
- Jaroslav Lažanský (1923–2017)
- Antonín Jaroslav Liehm (1924–2020)
- Miroslav Houštecký (1926–1994)
- Jozef Kšiňan (1927–2023)
- Vladimír Škutina (1931–1995)
- Bohumil Hlaváček (1934–2020)
- Jovan Dezort (*1934)
- Ivan Mráz (1941–2024)
- Čestmír Sládek (1927–2010)
- Karel Mevald (1932–2022)
- Michal Doležal (fotograf) (* 1954)
- Josef Vosolsobě (1905–1986)
- Ján Riško (1930–2001)
- Vladimír Miltner (1933–1997)
- Petr Holubec (* 1955)
- Dušan Veselý (* 1946)
- Václav Šálek (* 1973)
- Jan Lipold (* 1966)
- Jaroslav Kmenta (* 1969)
- Roman Vondrouš (* 1975)
- Jan Kholl (*1976)

Bývalý ředitel Milan Stibral byl v roce 1996 zvolen viceprezidentem evropského sdružení agentur EANA a v letech 1997 a 1998 stál v jejím čele. Ředitel Jiří Majstr byl do vedení (Boardu) EANA zvolen v letech 2012 až 2015 a znovu v roce 2018.
Od února 2018 je šéfredaktorkou ČTK Radka Matesová Marková. Jejím předchůdcem byl Jiří Majstr, který tuto funkci vykonával společně s funkcí generálního ředitele a převzal ji od Petra Holubce.